# Richard Krawczyk
Richard Krawczyk (* 24. Mai 1947 in Aix-Noulette, Département Pas-de-Calais) ist ein ehemaliger französischer Fußballspieler.

## Vereinskarriere

### In Bully und Lens
Der in einer Familie ehemaliger polnischer Einwanderer ins nordfranzösische Bergbaugebiet aufgewachsene Richard Krawczyk spielte als Kind und Jugendlicher in einer Nachbargemeinde seines Geburtsortes bei der ES Bully-les-Mines. Dieser „Kumpelverein“ gehörte zu den bevorzugten Talentreservoirs, aus denen der benachbarte Racing Club Lens sich zur Auffrischung seines auch als „Knappengalerie“ (galerie des galibots) bezeichneten Spielerkaders bediente – und das tat er 1963 auch im Falle Krawczyk. Racing setzte den erst 16-Jährigen bereits in der Saison 1963/64 regelmäßig in Frankreichs höchster Spielklasse ein. Krawczyk bildete bei den Rot-Goldenen gemeinsam mit dem nur zwei Jahre älteren Georges Lech eine Flügelzange, die die beiden Torjäger Ahmed Oudjani und Jean Deloffre mit Vorlagen fütterte. Diese Spielzeit beendete Lens auf dem dritten Tabellenplatz.
Der „listenreiche, durchtriebene, dabei mit stämmigen Beinen ausgestattete“ Krawczyk entwickelte sich in den folgenden Jahren bei Lens zu einem zentralen Spieler, der schon in seinen jungen Jahren nicht nur durch seine Dribblings, sondern vor allem durch seine Spielübersicht bestach. In der Division 1 konnten sich seine Rot-Goldenen allerdings bis 1967 stets nur noch auf Rängen im Tabellenmittelfeld platzieren. Immerhin gewann Racing 1965 die Coupe Charles Drago, und Krawczyk steuerte im Endspiel des Wettbewerbs den letzten Treffer zum 4:0-Sieg über die Girondins Bordeaux bei. Dass dies der einzige Titel in seiner Karriere bleiben sollte, war zu diesem Zeitpunkt – immerhin war er da immer noch erst 17 Jahre alt – noch nicht abzusehen. Im Sommer 1968 allerdings stieg Lens nach Relegationsspielen in die zweite Division ab, und der ein halbes Jahr vorher zum A-Nationalspieler gewordene (siehe unten) Offensivmann, der für Lens in fünf Jahren 144 Punktspiele bestritten und darin 21 Treffer erzielt hatte, wechselte zum FC Metz.

### In Metz und Reims
Bei den Lothringern spielte Richard Krawczyk zwei Saisons unter Trainer Pierre Flamion, der ihn zum offensiven Mittelfeldspieler umschulte, und obwohl er dort verletzungsbedingt nur rund zwei Drittel der Pflichtspiele absolvieren konnte, war er insbesondere für den Torjäger Gérard Hausser ein zuverlässiger Vorlagengeber. Für Metz bestritt er auch sein erstes Europapokalspiel im Messestädte-Cup 1969/70 gegen den SSC Neapel; 1968/69 gegen den Hamburger SV war er hingegen nicht zum Einsatz gekommen. Besseres als ein dritter Ligaplatz 1969 sprang mit Metz allerdings nicht heraus. Deshalb stimmte der Verein im Sommer 1970 Krawczyks Wechsel zum Erstligaaufsteiger Stade Reims zu, der an seine großen Erfolge der 1950er und 1960er Jahre anknüpfen wollte und dessen neuer alter Präsident Henri Germain dazu eine konkurrenzfähige Mannschaft um einige „Korsettstangen“ wie Torhüter Jean-Claude D’Arménia, René Masclaux, Alain Richard und Jean-François Jodar – selbst die fast 39-jährige Klublegende Raymond Kopa erhielt noch einmal eine Profilizenz – herum aufbaute, zu denen außer Krawczyk weitere Neulinge wie Yves Herbet, Jean-Pierre Brucato und Milan Galić dazuverpflichtet wurden.
Doch obwohl die Rot-Weißen aus der Champagne sich weiter namhaft verstärkten – so kamen bis 1974 unter anderem zwei von Krawczyks Lenser Mitspielern, die Brüder Bernard und Georges Lech, drei argentinische Torjäger (Delio Onnis, Carlos Bianchi und José Santiago Santamaría) sowie für die Abwehr deren Landsmann César-Auguste Laraignée und Ex-Nationaltorwart Marcel Aubour –, hielten die sportlichen Erfolge mit den Investitionen nicht Schritt: Reims belegte in der Liga bis 1976 nur Plätze im Tabellenmittelfeld. Dafür brachte Krawczyk es mit Reims im Landespokal 1972 und 1974 immerhin jeweils bis ins Halbfinale. Der Mittelfeldmann war dabei das Herz des Reimser Angriffsspiels oder, wie Trainer Pierre Flamion, der 1975 zu Stade gekommen war, es ausdrückte, „die zentrale Zündkerze im Motor der Elf“. Als Richard Krawczyk, der sich entschieden hatte, wieder in Lens zu spielen, den Verein 1976 nach 175 Punktspieleinsätzen gemeinsam mit Georges Lech und Brucato verließ, schrieb L’Équipe von einem „nicht zu kompensierenden Verlust“ für Stade Reims.

### Zurück im Norden: Lens und Nœux
Krawczyks Rückkehr bewirkte für Racing Lens einen enormen Leistungsschub; die Mannschaft ohne prominente Namen beendete die Saison 1976/77 als Vizemeister und qualifizierte sich dadurch für den UEFA-Cup der folgenden Spielzeit. Verstärkt durch Didier Six, Didier Sénac und den jungen Angreifer Moncef Djebali, setzten sich die Gold-Roten unter ihrem Mannschaftskapitän Krawczyk zunächst gegen Malmö FF (4:1, 0:2) durch, ehe sie in der zweiten Runde auf Lazio Rom trafen. Das Hinspiel bei den Italienern verloren sie mit 0:2, glichen diesen Rückstand aber im heimischen Stade Félix-Bollaert durch zwei Six-Treffer aus; daraufhin kam es zu einer denkwürdigen Verlängerung an einem „verrückten Abend“, in der erneut Six, Bousdira und zweimal Djebali zwischen der 109. und der 119. Minute den Endstand von 6:0 für Lens herstellten. Eine Runde später allerdings scheiterte Racing gegen den 1. FC Magdeburg an seiner Auswärtsschwäche (2:0, 0:4). In der Division 1 bezahlte die Mannschaft für diesen internationalen Höhenflug teuer und stieg als Tabellen-18. ab. Richard Krawczyk ging den Weg in die Division 2 mit, und obwohl er dort von dem neuen Trainer Roger Lemerre nur noch in zehn Spielen eingesetzt wurde, hatte er Anteil an Racings sofortigem Wiederaufstieg. Allerdings verließ er gemeinsam mit dem polnischen Stürmer Joachim Marx den Verein, und die beiden spielten ab 1979 noch einmal für einen benachbarten, ehemaligen Bergarbeiterklub, den Zweitdivisionsneuling US Nœux-les-Mines. Für Nœux unter seinem jungen Übungsleiter Gérard Houllier – Jahrgang 1947 wie sein routiniertester Spieler – bestritt Krawczyk insgesamt noch 42 Ligaspiele, und dort erzielte er auch wieder ein halbes Dutzend Tore. Als die USN als Gruppenzweiter 1981 in den Aufstiegsspielen zur ersten Liga scheiterte, beendete er nach 18 Profijahren mit insgesamt 431 Spielen nebst 36 Torerfolgen in der ersten sowie 52 Spielen und sechs Treffern in der zweiten Division seine Karriere. Richard Krawczyk betrieb anschließend in Lens, nicht weit von Racings Stadion entfernt, das Café Le Zébulon, benannt nach seinem eigenen Spitznamen.

### Stationen
- Étoile Sportive Bully-les-Mines (als Jugendlicher, bis 1963)
- Racing Club Lens (1963–1968)
- FC Metz (1968–1970)
- Stade Reims (1970–1976)
- Racing Club Lens (1976–1979, davon 1978/79 in D2)
- Union Sportive Nœux-les-Mines (1979–1981, in D2)

## Als Nationalspieler
Richard Krawczyk kam nur zu einem A-Länderspiel für Frankreich, das die Bleus im Dezember 1967 gegen Luxemburg – es handelte sich dabei um ein Qualifikationsspiel zur Europameisterschaft 1968 – dank dreier Loubet-Treffer mit 3:1 gewannen. Für den Journalisten Denis Chaumier war diese Berufung zwar eine, die „ohne Fortsetzung blieb, aber eine gerechte Belohnung für einen derart verdienstvollen Fußballer“.

## Palmarès
- Französischer Vizemeister 1977
- Gewinner der Coupe Charles Drago 1965